# 神话螳属
神话螳属（学名：Mythomantis）为宽颈螳科的一个属。

## 下属物种
本属包括以下物种：
- 迷惑神话螳 Mythomantis confusa Westwood, 1889
- 纤细神话螳 Mythomantis gracilis Werner, 1922
- 锯齿神话螳 Mythomantis serrata Schwarz & Helmkampf, 2014